# M2000 BB
M2000 BB – południowoafrykański 155 mm pocisk odłamkowo-burzący z gazogeneratorem produkowany przez firmę Denel.

## Dane taktyczno-techniczne
- Kaliber: 155 mm
- Długość: 804 mm (bez zapalnika)
- Masa: 43,4 kg
- Masa materiału wybuchowego: 8,3 kg
- Donośność: 40 000 m (lufa L/52)